# Marietta Robusti
Marietta Robusti (1560? - 1590) je bila beneška renesančna slikarka, hčerka slavnega slikarja Tintoretta, zato jo včasih imenujejo kar La Tintoretta. Bila je ena redkih umetnic, slikark v času renesanse.

## Življenjepis
Edini znani primarni vir o življenju Mariette Robusti je zapis Življenje Tintoretta Carla Ridolfija, ki je bil prvič objavljen leta 1642, čeprav je na kratko omenjena v knjigi Raffaela Borghinija Il Riposo della Pitura e della Scultura iz leta 1584. Ta dva vira se ne ujemata glede leta njenega rojstva: po Borghiniju se je rodila leta 1555, toda Carlo Ridolfi navaja, da se je rodila leta 1560.
Marietta Robusti se je verjetno rodila leta 1560 in umrla pri tridesetih letih med rojstvom otroka. Vse življenje je živela v Benetkah. Bila je najstarejša hči slikarja Jacopa Robustija, od katerega je podedovala svoj vzdevek, la Tintoretta (v prevodu 'mala barvarka', po poklicu Jacopovega očeta kot barvarja (tintore). Tako se jo različno imenuje (Marietta Robusti, Marietta Tintoretto in la Tintoretta). Imela je še tri mlajše brate in štiri sestre.
Ker so takratne konvencije narekovale, da ženske ostanejo v zasebnosti domače sfere in niso dobrodošle v javnem svetu umetniške produkcije in prodaje, so Robustijeva in njene sodobnice ženskam omogočile dostop do umetniškega sveta prek očetov ali bratov umetnikov. Robustijevo umetniško izobraževanje je obsegalo vajeništvo v sodelovalnem okolju očetove delavnice, kjer je verjetno prispevala k očetovim slikam z ozadji in dodajanjem figur, kot je bila običajna razporeditev dela v slikarskih delavnicah tistega časa. Čeprav Robustijina socialna in ekonomska avtonomija ni bila nič večja od drugih obrtnic, je imela kar nekaj sledilcev in spreminjala ideale ženstvenosti v umetnosti. Po njeni smrti je Carlo Ridolfi izjavil, da je bila ena najslavnejših žensk svojega časa, saj je bila enako spretna kot njen oče, medtem ko je izkazovala »sentimentalno ženstvenost, žensko gracioznost, napeto in odločno«. Medtem ko je Robustijeva delala v očetovem ateljeju, je bilo tudi rečeno, da je delala na oltarjih kot asistentka, vendar so bili njeni dosežki pokopani pod imenom njenega očeta. Po njeni smrti so upad dela, ki ga je ustvaril Tintoretto, pripisovali žalosti za hčerko, ne pa izgubi spretnega asistenta.
Smrt Mariette Robusti je postala več stoletij kasneje priljubljen motiv za slikarje 19. stoletja, kot sta Léon Cogniet, ki je leta 1846 ustvaril sliko Tintoretto slika svojo mrtvo hčerko in Eleuterio Pagliano, ki je leta 1861 naslikal sliko Tintoretto in njegova mrtva hčerka. Njena usoda, njena prezgodnja smrt postane nekakšna metafora za usode žensk umetnic - namesto, da bi občudovali njena dela, njeno genialnost, postane s svojo smrtjo subjekt, motiv za sentimentalne slike njenih moških kolegov v 19. stoletju. 
Iz obstoječih virov ni moč razbrati, da bi Marietta Robusti kdaj prejela kakšno naročilo za kakšno pomembnejše verske dele, kot so oltarne slike ali freske - zdi se, da je večidel delovala kot portretistka.
Ridolfi zelo dolgo opisuje Robustijin tesni odnos z očetom. Ne samo, da se je učila na njegovem kolenu, v otroštvu se je rada tudi oblačila kot fant, da je lahko šla z Jacopom povsod. Cesar Maksimilijan in španski kralj Filip II. sta izrazila zanimanje, da bi jo gostila kot dvorno slikarko, vendar je njen oče zavrnil njuno povabilo v njenem imenu, ker ni mogel trpeti, da bi se od nje ločil. Leta 1578 je poskrbel, da se je poročila z beneškim zlatarjem z imenom Jacopo Augusta, da bi zagotovil, da bo ostala v njegovi bližini. Jacopo omogočil Marietti, da se je učila petji ter igrati čembalo, klavikord in lutnjo.
Umrla je leta 1590 iz danes neznanih razlogov (po nekaterih podatkih med porodom) in je bila pokopana v cerkvi Santa Maria del’Orto v Benetkah.

## Pripisovanje in ocena
Edino sliko, ki ji jo je mogoče nedvomno pripisati je njen avtoportret (ok. 1580, Galerija Uffizi, Firence). Na avtoportretu se je upodobila pred spinetom, z notnim črtovjem in besedilom, ki ga je Philippe Verdelot označil za madrigal Madonna per voi ardo. Predvideva se, da vključitev tega besedila, katerega uvodne vrstice so »Moja gospa, gori od ljubezni do tebe in ti ne verjameš«, nakazuje, da je bila slika ustvarjena za moškega gledalca, morda Mariettinega moža.
Pripisane so ji še nekatere druge slike: 
- Starec in fant (ok. 1585; Umetnostnozgodovinski muzej, Dunaj) - slika je dolgo veljala za enega najlepših Tintorettovih portretov, nakar je bila do leta 1920 razkrita kot delo njegove hčerke. Toda ta atribucija še ni splošno sprejeta: Umetnostnozgodovinski muzej na Dunaju sliko še vedno pripisuje Tintorettu.[13]
- Portret Ottavia Strade (ok. 1567-68; Rijksmuseum, Amsterdam);
- dve majhni sliki Devica in otrok (datumi neznani, Cleveland Museum of Art, Ohio).
- Portret dveh moških ali Avtoportret z Jacobom Strada (Gemäldegalerie Alte Meister, Dresden) s podpisom MR naj bi bil edino ohranjeno podpisano delo Mariette Robusti.

## Glasba
Vzporedno z njenim slikarskim in risarskim izobraževanjem je Jacopo Tintoretto svojo hčer Marietto pustil, da se je učila petja in igranja na lutnjo in spinet pri glasbeniku in skladatelju Giuliu Zacchinu, 1572 organistu beneške cerkve San Giorgio Maggiore. Sodobniki so jo primerjali z drugimi glasbenimi slikarji ali pesniki, kot so Gaspara Stampa, Lavinia Fontana ali Irene di Spilimbergo (prezgodaj umrla Tizianova študentka). Marietta naj bi celo pela v zabavo ljudem medtem, ko jih je portretirala, da bi jim krajšala čas poziranja.

## Slava
Marietto Robusta, znano tudi kot Tintoretta, v svoji knjigi Zasluge žensk opisuje njen beneški sodobnik, pesnik Moderata Fonte (1555–1592). Zakaj so ženske bolj dostojanstvene in popolnejše od moških, kot je poimenoval »izjemno nadarjena« slikarka. Kot glasbenico in slikarko jo v predgovoru k Teutschlands Galante Poetinnen 1715 omenja nemški romanopisec in pesnik Georg Christian Lehms (1684–1717). Dodatne podrobnosti iz tega vira niso na voljo, manjka predvsem razlaga in razlog, zakaj je bila kot Italijanka sploh vključena v knjigo.

## Posmrtno življenje
Njeno kratko življenje, zlasti zgodba o njeni smrti, je v 19. stoletju navdihnilo številne slikarje in pesnike, da so ustvarili svoja dela. Leta 1843 je Léon Cogniet naslikal sliko Tintoretto, slika njegovo mrtvo hčerko, na kateri je Victor Fournel leta 1884 izdelal široko leseno gravuro. Leta 1845 so v Milanu premierno uprizorili igro Tintoretto in njegova hči, ki jo je napisal slikar Luigi Marta. Okoli 1856/57 je Edgarja Degasa navdihnila Cognietova slika, da je izvedel svojo študijo na isto temo. Leta 1859 je v Benetkah izšla zgodba Giuseppeja Sacchisa Hči Tintorettosa. Leta 2008 je avtorica Melania G. Mazzucco objavila roman Tintorettos Engel (italijansko: La lunga attesa dell’angelo), ki se osredotoča na slikarjev odnos s hčerko. Mazzucco je napisala tudi skrbno raziskano in večkrat nagrajeno biografijo Jacomo Tintoretto & i suoi figli. Storia di una famiglia veneziana.